# Augustinas Voldemaras

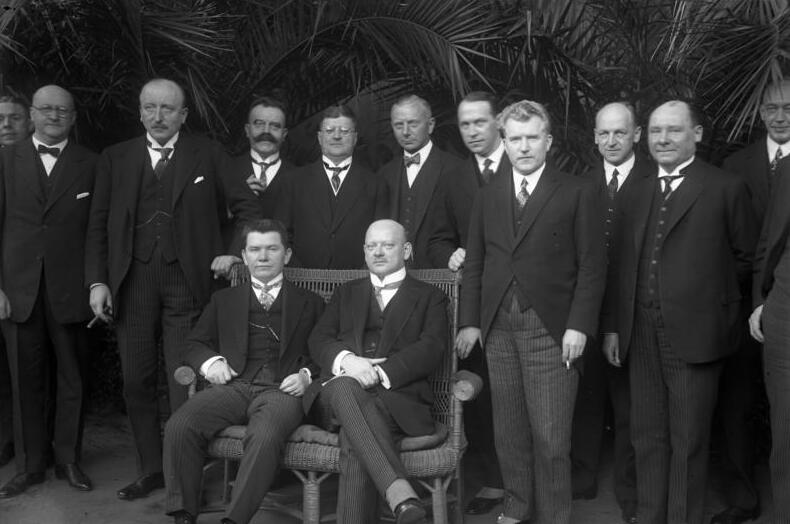
Augustinas Voldemaras (links auf der Bank) neben Gustav Stresemann in Berlin (1929)

Augustinas Voldemaras (* 4. Apriljul. / 16. April 1883greg. in Dysna, Rajongemeinde Ignalina, Litauen; † 16. Dezember 1942 in Moskau) war ein litauischer Politiker und Staatsmann.

## Leben und Werk
Voldemaras stammte aus einem wenig wohlhabenden Elternhaus. 1904 absolvierte er das Gymnasium Petersburg in Russland. Mithilfe seines älteren Bruders studierte und absolvierte er 1909 Geschichte und Philosophie an der Universität St. Petersburg. 1910 schloss er sein Magisterstudium  mit der Goldmedaille ab. Während des Studiums schloss sich Voldemaras der neu erwachten litauischen Nationalbewegung an. Ab 1911 lehrte er als Dozent. 1914–1915 bildete er sich weiter in Italien und Schweden. Er wurde 1916 zum Professor für Philologie der Universität Perm ernannt. 1922–1926 lehrte er an der Lietuvos universitetas als Professor.
1918 wurde er der erste Ministerpräsident und Außenminister Litauens. In dieser Funktion trug er wesentlich zur litauischen Unabhängigkeit in der Folge des Friedens von Brest-Litowsk und im Spannungsfeld der polnisch-sowjetischen Auseinandersetzungen nach dem Ende des Ersten Weltkriegs bei. Anschließend war er parteipolitisch als Vorsitzender der Vereinigung Geležinis Vilkas aktiv, die eine faschistisch geprägte national-litauische Politik betrieb.
In der Folge eines Militärputsches am 17. Dezember 1926 gegen den Präsidenten Kazys Grinius wurde er unter dem neuen Präsidenten Antanas Smetona erneut zum Premierminister ernannt. Anschließend setzte er die bestehende demokratische Verfassung mehr und mehr außer Kraft.
In der damaligen Hauptstadt Kaunas wurde 1929 ein Attentat auf ihn verübt, das er überlebte. Noch im gleichen Jahr setzte ihn sein Rivale  Antanas Smetona ab und regierte diktatorisch. Geležinis Vilkas unterstützte Voldemaras bei einem Putschversuch, der jedoch scheiterte und in dessen Folge er für vier Jahre inhaftiert wurde.
Er wurde 1938 begnadigt und ins Exil verbannt, von wo er mehrmals vergeblich zurückzukehren versuchte. Bei einem weiteren Rückkehrversuch nach der sowjetischen Besetzung Litauens 1940 wurde er verhaftet und starb 1942 im Moskauer Butyrka-Gefängnis.